# ナイトウルフ
ナイトウルフ（Nightwolf）はミッドウェイゲームズとNetherRealm Studiosの対戦型格闘ゲーム『モータルコンバット』シリーズに登場する架空の人物。本名はグレイ・クラウド（Grey Cloud）。初出は「Mortal Kombat 3」。
ネイティブ・アメリカンのシャーマンであり、外界（Outworld）の侵略から人間界（Earthrealm）を防衛する戦士として選ばれた。ナイトウルフは、その戦闘能力に加え、力を強化したり武器を精製する魔法の能力を持っている。
ゲーム以外でも様々なメディアミックス作品に登場し、1996年のアニメシリーズ「Mortal Kombat: Defenders of the Realm」では中心人物の一人として描かれている。シリーズでの彼の描写はステレオタイプのネイティブアメリカンとして批判されてきたが、2011年のリブート作品以降での彼の描写は好意的に評価されている。

## キャスト
演
- サル・ディヴィタ（『Mortal Kombat 3』 - 『Mortal Kombat Trilogy』）
- ライトフット（映画『モータルコンバット2』）

担当声優
- Tod Thawley（TVアニメ『Mortal Kombat: Defenders of the Realm』）
- エリアス・フィゲロア（『Mortal Kombat: Deception』）
- ラリー・オマハ（『Mortal Kombat（2011年）』）
- ダニエル・ルハン（『Mortal Kombat 11』）

モーションキャプチャー
- サル・ディヴィタ（『Mortal Kombat: Armageddon』）
- ステファン・スカラブリノ（『Mortal Kombat（2011年）』）

## 登場作品

### ゲーム版
「Mortal Kombat 3」では歴史家、シャーマンとして設定されている。彼は善のために献身する誇り高き戦士であり、ヴィジョンを通してライデンと接触している。そのため、彼は内外の霊的なエネルギーを利用して力を強化している。シャオ・カーンの侵略の折、彼の部族の土地は人間界の戦士にとって重要な保護区域となったが、ナイトウルフは交流よりも孤独な仕事を好む。彼はライデンのヴィジョンを受け取り、侵略の到来を警告されていた。そのため、カーンの殲滅部隊による攻撃を含め、これから発生する出来事に対して十分な認識を持ち、備えていた。彼の故郷はシャーマンの魔法によって保護されていたため、ナイトウルフはすぐに他の選ばれた戦士たちと合流した。彼らは東海岸に戻り、カーンとその手下との戦いに備え、勝利を収めた。
「Mortal Kombat: Deception」では、竜王オナガの復活の悪夢を何度も見るようになった。新たな脅威の到来を知りながらも、レプタイルがオナガに変身し、悪夢を止めることはできなかった。幸いにも、先祖が「罪喰い」の竜王を倒す手段を伝えてくれていたので、覚悟はできていた。それは、自分の部族の罪を吸収することであった。罪食いになることで仲間を傷つけることを恐れたナイトウルフは、1人でオナガに立ち向かうことを選択した。彼はネザーレルム（Netherrealm）へと赴き、オナガの魂を引き寄せ、先祖の吸い取った罪を解放し、レプタイルから竜王を分離させ、先祖をネザーレルムに縛り付けた。
「Mortal Kombat: Armageddon」では、旅を終えたナイトウルフは守護霊に導かれて人間界に戻った。その道中、彼は未知の力によって戦士たちが自分の意志とは無関係に争うビジョンを見た。堕落した旧神（Elder God）のシノックとその軍勢に対抗するジョニー・ケイジの一行に協力した時、ナイトウルフの見たヴィジョンは徐々に現実のものとなっていった。 戦いの準備を進める中、ナイトウルフはキタナと、彼女との絆によって人間界に留まっていたリュウ・カンの魂と出会う。オナガとの戦いで消耗しながらも、残った魔力でキタナの負担を軽減し、リュウ・カンの魂を預かった。アーケードのエンディングでは、ブレイズを倒して力を吸収した。その結果、彼は霊界に送られ、究極のシャーマンとなる。リュウ・カンの魂を発見し、それを現世に導いて再び人間として蘇らせた。
2011年のリブート作品「Mortal Kombat」では、最初のモータルコンバットのトーナメントに参加した。ナイトウルフはスコーピオンの次の対戦相手としてシャン・ツンに選ばれた時、彼の復讐への執着を咎めたが、後者は前者が復讐をしないことで、犠牲になった者たちの名誉を傷つけていると非難した。ナイトウルフは敗退し、トーナメントから脱落した。その後、人間界の戦士たちとともにリュウ・カンの優勝を祝福するが、優勝セレモニーや第2回目の大会には現れなかった。外界の侵攻時に再登場し、ストライカーをスカウトした。墓場にてナイトウルフはシャオ・カーンのソウルネード（Soulnado）を破壊し、シンデルの最初の猛攻を凌いだ。シンデルの2度目の襲撃の際に彼女を倒すために自らを犠牲にし、ソーサラーのクァン・チーの下僕レヴナント（Revenant）と化した。
「Mortal Kombat X」ではレヴナントとして登場し、セリフもなく、出番も少ない非プレイアブルキャラクターである。
「Mortal Kombat 11」で復活し、同作では2011年のリブート版をベースにした人間の姿がデフォルトで、レヴナントの姿はカスタマイズ用のギアとして実装された。アーケードのエンディングでは、かつてグレイ・クラウドと呼ばれていた若き日のナイトウルフは当初、植民地支配を受け入れた祖先たちを恨んでいた。犯罪組織「黒龍会（Black Dragon）」のカノウからマトカ（Matoka）の神宝を盗む手伝いを頼まれたが拒否したことで重傷を負わされるも、大霊に救われ、マトカの伝説の守護者ナイトウルフの力を授かった。DLCストーリー「Aftermath」では、過去のナイトウルフがシャン・ツンやフウジンと協力して、クロニカの魂の王冠を取り戻してリュウ・カンに歴史の修正を手伝わせた。レヴナントと化したシンデルを復活させるために彼女と戦っていた時、シャン・ツンは自分に重傷を負わせた報復としてレヴナントのナイトウルフの魂を抜き取った。王冠を確保し、クロニカの砦への襲撃に参加するが、ナイトウルフとその仲間はシャン・ツンとシンデルに裏切られた。

### メディアミックス作品
1996年のアニメシリーズ「Mortal Kombat: Defenders of the Realm」では、ナイトウルフ（声：Tod Thawley）はコンピュータに精通しており、人間界の戦士たちの精神的・技術的な支援を行う役割を担っている。戦闘は数回のみで、ほとんどの時間は基地で次元の裂け目を探すために人間界の監視に割いている。また、「Kiva」という名の狼をペットとして飼っており、ナイトウルフと融合することで彼の力を増幅させる。
1997年の実写映画「モータルコンバット2」では、ネイティブアメリカンのラッパー兼俳優のライトフットが演じ、短い間登場した。彼の戦闘シーンは無いが、狼の姿でリュウ・カンを襲い「夢幻状態」にするために手斧で殴って気絶させた。リュウの夢の中でキャンプファイヤーの前に座って「アニマリティ（Animality）の使い方を教えている様子が描写されている。ナイトウルフは撮影台本やノベライズ版ではストーン・テンプル・パイロッツのTシャツとオークリーのサングラスを着用していたが、最終的にゲームに準拠した服装に変更された。
その後、メディアミックス作品には登場していないが、スタントコーディネーターのラーネル・ストーバルは2011年のShogunGamerのインタビューで、2013年のウェブシリーズ「Mortal Kombat: Legacy II」に登場を望んでいたと語り、「彼の能力、ナイフと斧がめちゃくちゃクールだ（"too cool due to his powers, knives and that axe!"）」と述べている。
2021年のリブート映画モータルコンバットでは、ソニアの壁にネイティブアメリカンの絵が現れ、彼をナイトウルフと呼ぶメモが登場し、マトカ族にも言及されている。

## デザイン
「MK3」の開発初期において、正式な名前が決まるまでは単に「Indian」と呼ばれていた。エド・ブーンは1995年4月に刊行された第75号のTips and Tricks 誌で彼を「彼は非常に非伝統的なインディアンだ。キラーインスティンクトのチーフ・サンダーのように、常に持っている斧を振り回したりはしないし、サンダー・ホークやチーフ・サンダーのようなステレオタイプのインディアンとは違って'Hoya! Hoya!'とか言ったりしない（"a very nontraditional Indian. He doesn't swing an axe that he's always holding, like Chief Thunder from Killer Instinct. He doesn't have all of the stereotypical Indian-type things like T. Hawk or Chief Thunder; he doesn't go 'Hoya! Hoya!' and all that."）」と説明した。 ナイトウルフは神秘的な武器（トマホークと弓矢）を使って戦う。
ナイトウルフは「Mortal Kombat 3」ではミッドウェイ・ゲームズのアーティスト、サル・ディヴィタが演じており、サイラックス、セクター、スモーク（サイボーグ）も演じていた。ディヴィタは、自分の配役について「道端でジョン（トビアス）に『ねぇ君、腕も胸筋も結構鍛えられてるね。君はキャラクターになる気はあるかい?』って声をかけられて、それで俺は『もちろん！』って答えたのさ。そしたらこの役を与えられたんだ（"I was just walking around and John [Tobias] said, 'Hey, man, you've got some arms; hey, got a big chest. You want to be a character?' I'm like, 'Sure!' And that's how it happened."）」と語っている。

## ゲーム上の特徴
Mean Machines SegaとSuperGamePowerのガイドによると、「MK3」における彼の最も優れた点として、あらゆる飛び道具を反射して相手にダメージを与えるという当時としてはユニークな能力が挙げられている。Total 64は、ナイトウルフは一度立ち回りをマスターすれば 「Mortal Kombat Trilogy」で「最も輝いているキャラの1人」のようなものであり、「彼の技はどれも最初は一見役に立たないと思うかもしれないが、彼を使い続けることで素晴らしい結果が得られるかもしれない（"none of his moves are seemingly useful at the start, but stick[ing] with him [might] get some great results."）」と見解を述べている。
Prima Gamesによる「MK:A」の公式ガイドでは4/10という低い総合評価を与えられ、「ナイトウルフは敵に制裁を加えるキャラクターだが、彼はほとんど遠距離攻撃を使って攻撃することを余儀なくされている。残念なことに、これはナイトウルフが堅実な仕置人でありながら、相手に大ダメージを与えることが困難であることを意味する。（"Nightwolf is a punishing character type, but he is almost forced to punish using ranged attacks. Unfortunately, this means that Nightwolf, while being a solid punisher character, has a difficult time inflicting heavy damage on opponents."）」と評された。 Prima Gamesによる2011年の「Mortal Kombat」の公式ガイドでは、ナイトウルフは大幅に改善されたキャラクターと見なされており、「ショルダータックルとパワーをチャージする技で敵を瞬時にダウンさせられる攻防一体のキャラクター」と評され、彼のアッパーカットも「ジャンプしてくる敵の対策として有効な技だ」と付け加えられた。「ナイトウルフが最も輝いていた瞬間はレプタイルとの対戦で、彼を深刻な状況に陥らせる数少ないキャラクターの1人がヌーブ・サイボットだ」ともコメントされている。

## 商品展開
2012年7月にJazwaresからナイトウルフのアクションフィギュアが発売されており、4インチ（約10cm）と6インチ（約15cm）の2種類が用意されている。

## 批評

### 民族的な表現に関して
ナイトウルフは、ビデオゲームの中でのネイティブアメリカンという設定故に、しばしば否定的に論じられてきた。1995年にブーンがVideoGames誌にこのキャラクターを発表した際、同誌のコメントは「ナイトウルフはミッドウェイが「非伝統的なインディアン」と表現していて、確かにその特徴をすべて備えている。羽毛を着けてボディペインティングを施していて、手斧を振り回し、矢を放つ。もしかしたらスカルピングのフェイタリティも使うかもしれない（"For a character described by Midway as a 'nontraditional Indian,' he certainly has all the trappings of one. Let's see, he wears feathers and war paint, swings a hatchet, shoots arrows...could there be a 'Scalp' Fatality?）」であった"。2011年、Dorklyは、最もステレオタイプなネイティブアメリカンの格闘ゲームキャラクター7人のリストでナイトウルフを選出しており、「実物の斧を持ち歩く代わりに、ナイトウルフは精霊や長老、そしてエネルギーに通じていて、緑色のエクトプラズムからトマホークを作ることができるんだ（"Instead of carrying around actual axes, Nightwolf is so in touch with spirits and elders and, you know, energy, that he can form tomahawks out of green ectoplasm."）」とコメントした。 2012年、Complexは、ナイトウルフをすべてのビデオゲームにおける最もステレオタイプなキャラクターとみなし、「あらゆる赤い肌の、羽をつけたスポーツのマスコットと古いカウボーイ映画の典型だ。彼は顔にウォーペイントを施し、髪に羽をつけ、ジェロニモとは正反対なノースリーブのベストを着ている」とした。 Crackedのデヴィット・ウォンは、2012年にビデオゲームのデザインにおける人種的偏見についての特集を組み、民族的にステレオタイプなゲームキャラクターの例としてナイトウルフを取り上げた。Hardcore Gaming 101はこのキャラクターに言及しており、「90年代半ば、すべての格闘ゲームにはブルース・リーのクローンか、ネイティブアメリカンがいなければならないというのが事実上の不文律だった。ナイトウルフは後者だ（"In the mid-'90s, it was practically an unwritten law that every fighting game had to have either a Bruce Lee clone, [or] a Native American ... Nightwolf takes up the latter slot."）」と述べている。これにはDen of GeekのGavin Jasperも同意見で、「90年代には格闘ゲームにネイティブアメリカンを登場させる流行があったので、彼は（MK3に）登場した（"He seemed to be there [in MK3] because throwing a Native American into your fighting game series was the in-thing to do back in the '90s."）」としている。 2008年のビデオゲームにおけるステレオタイプのネイティブアメリカンに関する特集で、GamesRadar+はナイトウルフを「戦士（Warrior）」タイプとして例に挙げている。「このインディアンの思いは確かに心温まるものだが、ナイトウルフの設定の多くは的外れだ（"[W]hile this pro-Indian sentiment is certainly heartwarming, much of Nightwolf’s character is wide of the mark."）」とし、同サイトは、「MK:D」における彼の役割である「罪を食べる」という行為は実はヨーロッパが起源であると付け加え、
彼の「MK3」におけるアニマリティを 「ただショックを受けた（"just for gratuitous shock value."）と批判した。Topless Robotは、「ナイトウルフのデザインとバックストーリーは、格闘ゲームにおけるネイティブ・アメリカンのキャラクターとしては標準的なものだが、彼の外見は、例えばキラーインスティンクトのチーフ・サンダーよりもさらに王道から外れている（ "Nightwolf’s design and backstory are standard-issue for Native American characters in fighting games ... [but] his look is actually less stereotypical than, say, Chief Thunder’s from Killer Instinct.）」とした。ScrewAttackのEric "Woodyman" Voleは、2011年のネイティブアメリカンのゲームキャラクター11選のランキングでナイトウルフを4位に選び、好意的な反応を示した。「過去作の「モータルコンバット」におけるナイトウルフはあまり好きではなかったが、『MK9』で登場した時から印象が全く違うものになった（"I was never a huge fan of Nightwolf in the older Mortal Kombat games...but that all changed from his appearance in MK9.）。」とコメントした。

### その他の批評
2011年のリブート版でのこのキャラクターの活躍は、より良い評価を受けた。2012年、UGO Networksはシリーズのキャラクタートップ50のリストで彼を20位にランクインさせ、「ナイトウルフはシャーマンの魔法で悪霊退散を行い、敵を蹴散らして世界に平和をもたらす存在だ（"Nightwolf uses the magic of the shaman to ward off evil-doers and to bring peace to the realms...by kicking everyone's ass."）」とコメントした。Dorklyが主催した2013年のオンライン投票では、ファンの投票によりシリーズ中28番目のベストキャラクターとして選ばれた。 2015年、Den of Geekはモータルコンバットシリーズの73人のプレイアブルキャラクターのランキングでナイトウルフを51位に位置づけ、「MK3の中で最も印象の薄いキャラ（"the most ho-hum member of the Mortal Kombat 3 cast,"）」としながら、「MK9」のストーリーモードでシンデルが人間界の防衛者に対して「ジョン・シナ」ばりの無双をしていた（"when she went all John Cena"）」状態の彼女を殺したことを称賛した。 Complexは、彼をシリーズで最も過小評価されているキャラクターの1人に挙げ、「彼がいつでも狼に変身して君を死ぬまで打ちのめせるという事実が、彼が遊び相手には向かないことを教えてくれるはずだ（"the fact that he can transform into a wolf and maul you to death should tell you he's nothing to play with."）」と述べている。2012年、Game Informerは当時の新作ソウルキャリバーVに登場するキャラクターのツヴァイを「霊の狼を召喚する技を持っているが、実用性がまるでない」とナイトウルフと比較して低評価した。「MK9」におけるフェイタリティ「Ascension 」はペーストが選ぶリブート版のフェイタリティ9選で最下位にランクインしている。2015年、WhatCultureが発表した「モータルコンバット史上最悪のフェイタリティ10選（"10 Worst Fatalities in Mortal Kombat History"）」に、オリジナリティに欠けるとして彼のフェイタリティのうち2つが含まれており、「MK:D」の彼のトマホークを相手の頭部に投げ込むフィニッシャーが5位にランクインしている。2位には「MK9」のトマホークを相手の頭部に埋め込んでから2本目で首を切る「A Little Off the Top」が選ばれ、「嘘だろナイトウルフ。こんなチャチな武器で戦ってるのか?（"Seriously, Nightwolf?! What is WRONG with you? You’re bringing this weak nonsense back to the party?"）」とコメントされた。映画「モータルコンバット2」の登場人物のほとんどがそうであったように、ナイトウルフは酷評された。Newsaramaは彼を「存在意義が無い（"useless"）と評しており、TV GuideのMaitland McDonaghは、このキャラクターを「マヌケ（"dopey"）」と呼んだ。Film.comのエリック・スナイダーは、冒頭のリュウ・カンとのやりとりについて「脳みそが爆発しちゃったから何も聞こえなかった（"I couldn’t hear the rest because my brain was exploding."）」と語っている。411Maniaでは、リュウ・カンの指導するシーンを「ヒッピーのネイティブ・アメリカン版ヨーダだ（"hippie Native American Yoda spiel."）」と表現した。。Jabootu's Bad Movie Dimensionのパトリック・コイルは、この映画の「出てきた意味が無い、または薄いキャラクター（"shallow, one-shot characters that serve little or no purpose."）」としてナイトウルフを挙げた。Game Informerのケイト・ヴィラールトは、 「ナイトウルフはリュウ・カンの勇気を試し、彼のアニマリティを見つけた時、この映画で最高のセリフを言ったんだ。その結果、映画の最後のクライマックスの戦闘シーンはプライマルレイジみたいになってしまった（ "Nightwolf delivers the best line in the movie when he tells Liu Kang he must test his courage, and find his Animality. ... As a result, the film's final climactic battle turns into Primal Rage: The Movie.）と述べた。Io9のAlasdair Wilkinsは、映画でのキャラクターの描写、特にナイトウルフがリュウ・カンを手斧で気絶させるシーンに言及し、 「ナイトウルフは魔法使いで変身できるシャーマンっていうだけじゃなく、主人公に運命を示すためだけに登場した、意味の薄い存在でもある（ "Nightwolf isn't just a magical shapeshifting shaman who only exists to show the hero his destiny...he's also kind of an asshole."）」。
しかし、KillerMoviesのダグ・スカイルズは1997年のレビューで、「スクリーンに登場したのは2分間だけだが、努力らしい努力をしたのはナイトウルフ役のライトフットだけだ（"The only person putting forth anything resembling effort is Litefoot, who plays Nightwolf, at least for the whopping two minutes that he's on the screen."）」と述べている
。